# Popstar
Popstar is een nummer van de Amerikaanse DJ Khaled uit 2020, met vocalen van de Canadese rapper Drake. Het is, samen met Greece (ook een samenwerking met Drake), de eerste single DJ Khaleds twaalfde studioalbum Khaled Khaled.
In de bijbehorende videoclip is ook Justin Bieber te zien. "Popstar" leverde DJ Khaled en Drake in veel landen een grote hit op, voornamelijk in Noord-Amerika. Het haalde de 3e positie in de Amerikaanse Billboard Hot 100, en de nummer 1-positie in Canada. In het Nederlandse taalgebied was het nummer minder succesvol; met een 11e positie in de Nederlandse Tipparade, en plekje lager in de Vlaamse Tipparade.